# نوبهار (ششتمد)
نوبهار، روستایی است از توابع بخش شامکان و در شهرستان ششتمد استان خراسان رضوی ایران.

## جمعیت
این روستا در دهستان شامکان قرار داشته و بر اساس سرشماری سال ۱۳۸۵ جمعیت آن ۳۹۳ نفر (۸۴ خانوار)
بوده است.